# 類澱粉蛋白斑塊

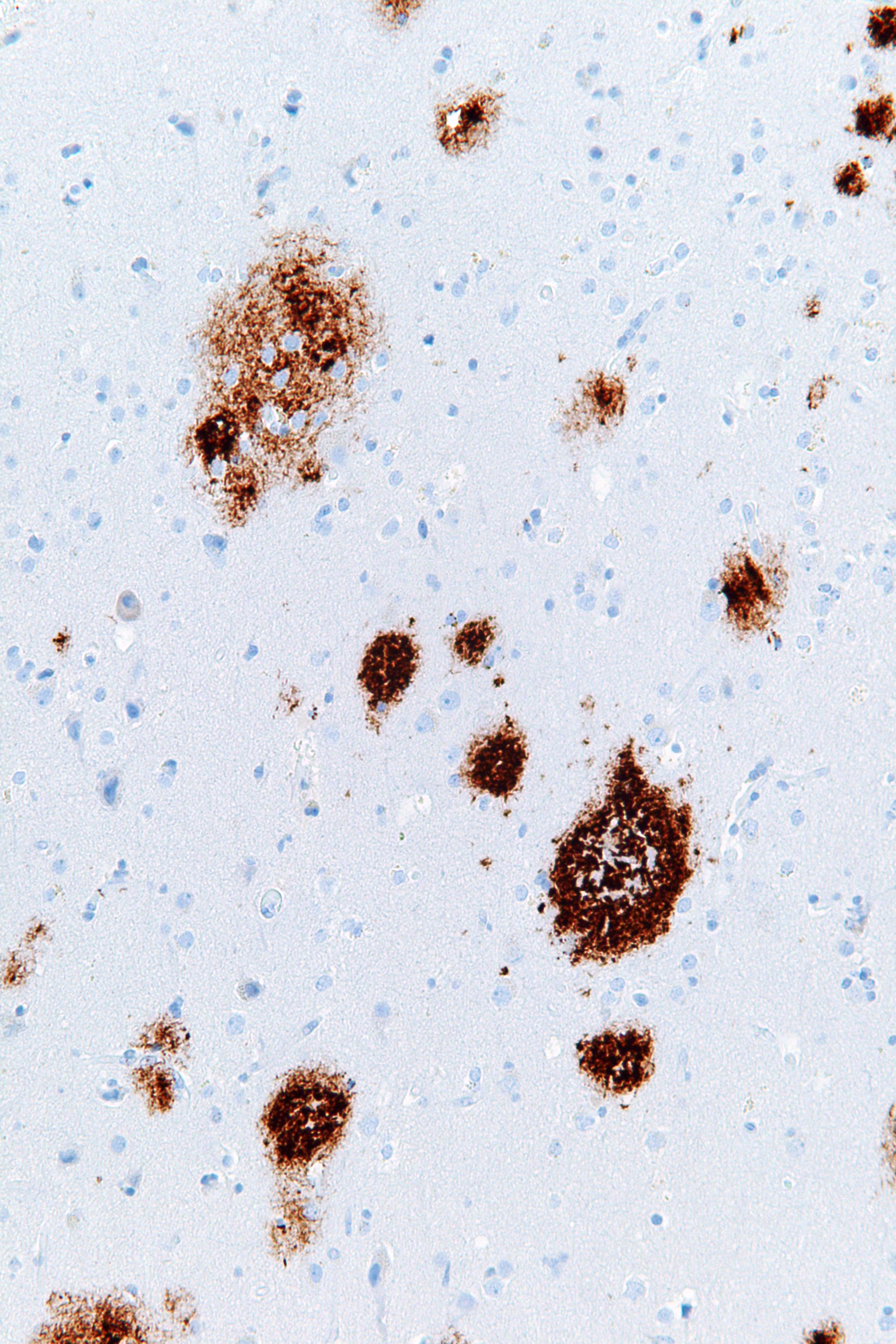
β淀粉样蛋白免疫染色顯現出類澱粉蛋白斑塊。

類澱粉蛋白斑塊（也称为老年斑或神经炎性斑）是指在大脑灰质中，处在胞外的β淀粉样蛋白沉积物。这种類澱粉蛋白沉积物可能与退化神经结构、过多的小神经胶质和星细胞有关。这些沉积物也可能是衰老的副产物。然而，大量的類澱粉蛋白斑塊和神经纤维缠结，是阿尔茨海默氏病的特异症状。异常的神经突中的類澱粉蛋白斑塊是主要由配对螺旋丝构成，它是神经纤维缠结的组成部分。類澱粉蛋白斑塊形状尺寸不定，平均而言其尺度在50微米左右。 在阿尔茨海默氏病中，这些斑块主要是由β-淀粉样肽构成。这些多肽有自动聚集的倾向，而且科学家认为它有神经毒性。